# ليلى زانا
ولدت ليلى زانا في 3 مايو عام 1961 في مدينة سيلوان وهي ناشطة سياسية ومواطنة تركية من أصل كردي. تعد ليلى زانا واحدة من قادة القوميين الأكراد  وعضو بالفترة الأربعة وعشرين بالجمعية الوطنية الكبرى بتركيا.
عندما بلغت ليلى زانا الرابعة عشر من عمرها تزوجت بمهدي زانا وهو مواطن تركي من أصل كردي ورئيس بلدية ديار بكر وهو ابن إحدى العائلات الكبرى بالمنطقة وعاشت ليلى زانا ببلدية ديار بكر. وفي 12 سبتمبر عام 1980 أعُتقل وسجُن مهدي زانا عقب الانقلاب وحينما قضى أربعة عشر عاماً في سجون ديار بكر وأيدين وأفيون وأكشهر كانت هذه الأعوام هي فترة تعليمية لليلى زانا حيث أنها تعلمت بهما القراءة والكتابة.
وفي الإنتخابات العامة بتركيا عام 1991 فعقب إجراء الانتخابات التي حاظت بها على دعم كبير من نساء المنطقة أصبحت ليلى زانا نائبة بالجمعية الوطنية الكبرى بتركيا عن بلدة ديار بكر وعن قائمة الحزب الاشتراكي الديمقراطي. وفي 6 نوفمبر عام 1991 واجهت ليلى زانا في مراسم أداء اليمين الدستورية للبرلمان في الفترة التشريعية التاسعة عشر العديد من ردود الأفعال وذلك لأنها ختمت كلامها في قاعة البرلمان بجملة «أقسم بأنني مسئولة عن أخوية الشعبين التركي والكردي» حيث أنها بدأت حلف اليمين باللغة التركية ثم أكملته باللغة الكردية وكانت ترتدي وشاح يوجد به ألوان العلم الكردي. وفي 3 مارس عام 1994 أزُيلت الحصانة البرلمانية في التصويت في الجمعية العامة البرلمانية عن ليلى زانا وأيضا عن أورهان دوغان وخاطب ديجل وأحمد توك وسري ساكيك ومحمود أليناك وذلك بسبب البيان الذي ألقوه في الولايات المتحدة الأمريكية وفي اليوم التالي أحُتجزت ليلى زانا رهن التحقيقات مع خمس أعضاء آخرين رفٌعت عنهم الحصانة.
في 17 مارس عام 1994 سجُنت ليلى زانا وأعُتقل معها أيضاً مجموعة من زملائها مثل خاطب ديجل، وسليم صادق، وأورهان دوغان. وفي 8 ديسمبر عام 1994 أدُينت ليلى زانا وحُكم عليها بالسجن خمسة عشر عاماً وذلك بتهمة الانتماء لمنظمة غير مشروعة. ونشرت ليلى زانا في إحدى الصحف عدة خطابات كتبتها في السجن وفيما بعد أصبحت كتاباً.
خلال أعوام السجن حازت ليلى زانا على دعم واهتمام كبير من منظمات السلام الدولية ومنظمات حقوق الإنسان. حوكمت ليلى زانا وأصدقائها مرة أخرى بسبب الجهود المكثفة للأتحاد الأوروبي وبسبب قرار المحكمة الأوروبية لحقوق الإنسان، كما صدقوا عقوبات السجن التي صدرت قبل عشر أعوام لمدة خمسة عشر عاماً. إلا أنها في 8 يونيو عام 2004 أطُلق سراحها من المحتجز ومن السجن المغلق بمدينة أنقرة.

## تصريحات ليلى الجدلية
•	كان يوجد لدى الأكراد في عام 2007 ثلاثة قادة حيث أنهم بذلوا جهوداً بالعملية العسكرية بالنوروز الواقعة في دياربكر. وبسبب تصريحات ليلى زانا «نحن مديونون بالامتنان لهؤلاء القادة الثلاثة» قد حُكم عليها بالسجن لمدة عامين وذلك بموجب المادة السابعة التي تحوي جريمة «الدعاية لمنظمة إرهابية» بقانون مكافحة الإرهاب وبوفد المحكمة الجنائية العليا السادسة بديار بكر.
•	حٌوكمت ليلى زانا بسبب ارتكابها لجرائم «الدعاية لمنظمة إرهابية وارتكاب جرائم باسم المنظمة على الرغم من أنها ليست عضو بها» وذلك في المحكمة الجنائية العليا الخامسة بديار بكر وبسبب أيضاً خطاباتها المتباينة التي ألقتها في تواريخ مختلفة. وقررت المحكمة حظر ليلى زانا من ممارسة الحقوق السياسية الأخرى وعدم السماح لها بالتصويت في الإنتخابات وحكمت عليها بالسجن لمدة عشر سنوات.
•	إلا أن المحكمة العليا لم تستأنف القرار وذلك بسبب الدفاع الهزيل للمتهم بالدائرة الجنائية التاسعة. وعوقبت ليلى زانا بنفس العقوبة بحجة «أن المتهم ينتمي إلى منظمة حزب العمال الكردستاني الإرهابي» وذلك في المحاكمة التي عُقدت مرة أخرى. وأرُسلت ليلى زانا للمحكمة المحلية مرة أخرى وذلك بسبب تلف ملف الإستئناف. وكانت المحكمة القضائية العليا الخامسة بديار بكر والوثيقة الصلة بالموضوع تمتثل لقرار المحكمة العليا. وأسٌقطت المحكمة القضية عن ليلى زانا وقررت بأنها ليس لها شأن في عقاب المتهمة على جريمة «ارتكاب جرائم باسم المنظمة» وقررت أيضاً تأجيل المحاكمة على جريمة «الدعاية لمنظمة إرهابية» مع الأخذ في الاعتبار التشريعات القانونية الحديثة.

## وصلات خارجية
- ليلى زانا على موقع مونزينجر (الألمانية)
- ليلى زانا على موقع إن إن دي بي (الإنجليزية)
- •	أخبار بي بي سي – جائزة الاتحاد الأوروبي للناشطة الكردية (باللغة الإنجليزية)
- * تركيا: ليلى زانا المرأة الكردية النائبة الوحيدة نسخة محفوظة 10 فبراير 2007 على موقع واي باك مشين. (باللغة الإنجليزية)